# توم نيلسون
توم نيلسون (بالإنجليزية: Tom Nelson)‏ هو سياسي أمريكي، ولد في 3 مارس 1976 في سانت بول في الولايات المتحدة. حزبياً، نشط في الحزب الديمقراطي. وقد انتخب عضو جمعية ولاية ويسكونسن.

## وصلات خارجية
- الموقع الرسمي